# Новые Зазулены
Новые Зазулены (рум. Zăzulenii Noi, Зэзулений-Ной) — село в Унгенском районе Молдавии. Наряду с сёлами Агрономовка и Новые Негурены входит в состав коммуны Агрономовка.

## География
Село расположено на высоте 67 метров над уровнем моря.

## Население
По данным переписи населения 2004 года, в селе Зэзулений-Ной проживает 385 человек (180 мужчин, 205 женщин).
Этнический состав села:
| Национальность | Число жителей | Процентный состав |
| -------------- | ------------- | ----------------- |
| украинцы       | 242           | 62.86             |
| молдаване      | 140           | 36.36             |
| гагаузы        | 2             | 0.52              |
| русские        | 1             | 0.26              |
| Всего          | 385           | 100%              |